# Ridala
Ridala es un municipio estonio perteneciente al condado de Lääne.
A 1 de enero de 2016 tiene 3245 habitantes en una superficie de 253,4 km².
Las dos principales localidades son Uuemõisa (la capital, con algo más de mil habitantes) y Paralepa (de trescientos habitantes). Ambas localidades son en realidad barrios periféricos de Haapsalu. El resto de la población se reparte en 56 pequeñas localidades rurales: Aamse, Allika, Ammuta, Emmuvere, Erja, Espre, Haeska, Herjava, Hobulaiu, Jõõdre, Kabrametsa, Kadaka, Kaevere, Kiideva, Kiltsi, Kiviküla, Koheri, Koidu, Kolila, Kolu, Käpla, Laheva, Lannuste, Liivaküla, Litu, Lõbe, Metsaküla, Mäeküla, Mägari, Nõmme, Panga, Parila, Puiatu, Puise, Pusku, Põgari-Sassi, Rohense, Rohuküla, Rummu, Saanika, Saardu, Sepaküla, Sinalepa, Suure-Ahli, Tammiku, Tanska, Tuuru, Uneste, Uuemõisa, Valgevälja, Varni, Vilkla, Võnnu, Väike-Ahli, Vätse e Üsse.
Se ubica en la costa báltica centro-occidental del condado.